# Moorhuhn
Moorhuhn je německá videoherní série. Skládá se z více než 30 her, z nichž první hra, v žánru střílečka, byla nejoblíbenější německou počítačovou hrou na počátku 21. století. První tituly v sérii byly vydány jako freeware. 

## Podnik
Vývojářem těchto her byla společnost Phenomedia AG z Bochumu, která koupila Art Department Werbeagentur GmbH (tvůrce původní hry). V roce 2002 se hodnota akcií firmy zhroutila poté, co vyšlo najevo, že vedoucí představitelé společnosti byli usvědčeni z falšování kapitálu podniku. Společnost Phenomedia AG přešla do insolvenčního řízení. Její aktiva, včetně série Moorhuhn, koupila nástupnická společnost Phenomedia publishing GmbH, která pokračuje ve vývoji těchto her. 

## Historie

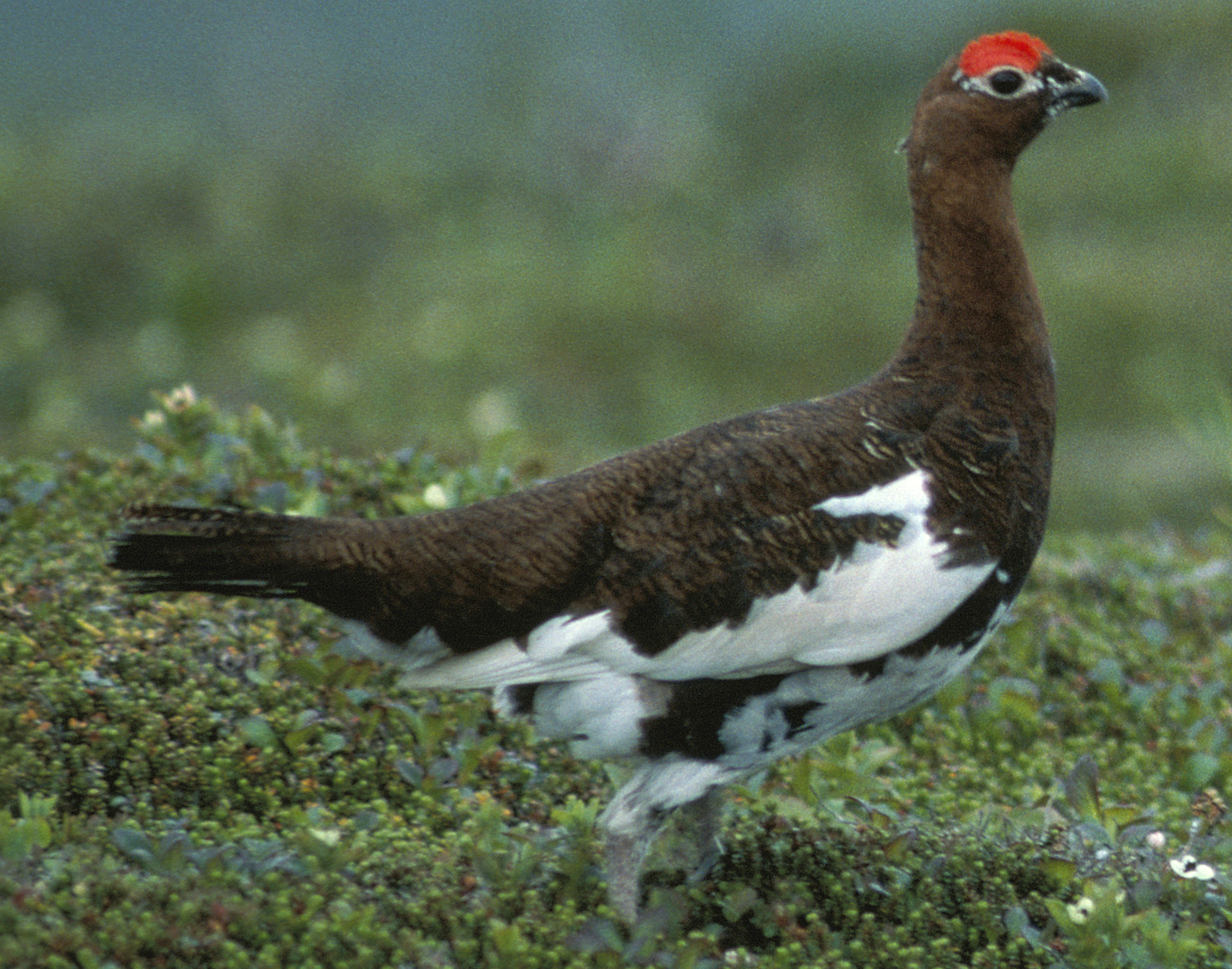
Cílem hry bylo sestřelit co nejvíce bělokurů rousných

### Původní hra
Originální hra Moorhuhn (nyní distribuovaná jako Die Original Moorhuhn Jagd) byla vyvinuta hamburskou reklamní agenturou Art Department a nizozemským studiem Witan jako reklama na whisky Johnnie Walker v roce 1998. Cílem hry bylo sestřelit na skotské vysočině co nejvíce kreslených „bělokurů rousných“ (německy „moorschneehuhn“; lidově „moorhuhn“) - pták z podčeledi tetřev.
Hra původně nebyla určena k distribuci, ale byla zpřístupněna na podzim roku 1998 pro hraní na laptopech v barech promotéry převlečenými za lovce, vítěz získal tuto hru na CD. Od té doby byla nelegálně kopírovaná a stala se široce dostupná ke stažení na soukromých webových stránkách. Vydavateli se to nejprve nelíbilo, to se ale změnilo poté, co se hře dostalo příznivých ohlasů v populárních médiích a poptávka po ní rostla. 
Od začátku roku 1999 byla hra oficiálně zpřístupněna ke stažení na stránkách Art Department. Stala se populární i mimo německy mluvící Evropu. Na motivy hry se vyráběly videohry i v jiných žánrech (závodní, adventury, skákačky), různé zboží, komiksové série, animovaný seriál, několik filmových skriptů a singl z produkce BMG („Gimme more Huhn“ od komika Wigalda Boninga). Německý slovník Duden dokonce obsahoval slovo „Moorhuhnjagd“.

### Nástupnické střílečky
V pokračování Moorhuhn 2 má hráč také 90 sekund na sestřelení ptáků, ale mohou být zasažena i jiná zvířata a hra se odehrává poblíž vesnice, namísto u hradu. Moorhuhn: Winter-Edition je remake druhé hry v zasněžené zimní sezóně. Moorhuhn 3 ...es gibt Huhn! se odehrává u moře, je zde několik skrytých bonusů, jako například způsob jak prodloužit dobu hraní, v PC verzi přibyl online seznam nejlepších. Moorhuhn X z roku 2003 se odehrává opět na venkově, jeho okolí je generováno ve 3D a ptáci namísto jednoduchého létání dělají i další animované sekvence. Nástupce Moorhuhn Wanted se odehrává v prostředí divokého západu, poprvé mohou ptáci střílet i na hráče a obsahuje čtyři levely. Moorhuhn Remake oslavil páté výročí původní hry s vylepšenou grafikou a nově složenou hudbou.
V Moorhuhn Invasion hráč střílí na mimozemské ptáky, které napadli Zemi. Moorhuhn Action: Im Anflug se liší v tom, že se jedná o arkádovou střílečku s bočním posouváním se 17 úrovněmi. Moorhuhn Piraten se vrací jako klasická střílečka. Ve hrách Moorhuhn X, Moorhuhn Invasion a Moorhuhn Piraten existuje bonusová úroveň, která se odemkne, když je dosaženo určitého počtu bodů (900 v Moorhuhn X, 800 v Invasion a 1500 v Piraten). Moorhuhn Director´s Cut obsahuje dvě úrovně ve filmovém tématu, v této hře není čas, ale omezené množství munice vyžadující přesnost střelby, abyste mohli postoupit na další úroveň musíte sestřelit dostatečné množství věcí (ale například ptačí duchové se objeví, jen když nastavíte hodiny na půlnoc). Ve Windows 8 a 10 jsou tyto hry nehratelné (s výjimkou první hry, druhé hry a Director's Cut). Pro tyto systémy byl vydán ve službě Steam a Microsoft Store Moorhuhn Deluxe, což je remake hry Moorhuhn X (Steam hra je verze XXL a má klasické nabíjení pravým tlačítkem). Moorhuhn VR je varianta Moorhuhn X pro mobilní zařízení, ve které se můžete rozhlížet v 360 stupních. 

## Hry hlavní série
- Moorhuhn Jagd - 1999 (PC, PS1, GBC, MacOS 7-9)
- Moorhuhn 2 - 2000 (PC, PS1, GBC, MacOS 7-9)
- Moorhuhn Winter-Edition - 2001 (PC)
- Moorhuhn 3 ...es gibt Huhn! - 2001 (PC, PS1, GBC, GBA)
- Moorhuhn X - 2003, 2007 (PC a PS1 a PS2, NDS)
- Moorhuhn Wanted - 2004, 2018 (PC, Nintendo Switch)
- Moorhuhn Remake - 2005, 2018 (PC, Nintendo Switch)
- Moorhuhn Invasion - 2005, 2014 (PC, Android)
- Moorhuhn Action: Im Anflug - 2005 (PC)
- Moorhuhn Piraten - 2006, 2012, 2013, 2015 (PC, NDS a 3DS, iOS, Android)
- Moorhuhn Director´s Cut - 2007, 2013 (PC, NDS a 3DS)
- Moorhuhn Deluxe - (remake Moorhuhn X) 2009, 2012, 2014 (iOS, Android, Microsoft Store/Steam a MacOS)
- Moorhuhn VR - 2017 (iOS, Android)
- Crazy Chicken Xtreme - 2022 (PC, NDS, PS4, PS5)